# Băng đảng ma túy
Băng đảng ma túy là bất kỳ tổ chức tội phạm nào với mục đích hoạt động buôn lậu ma túy. Chúng bao gồm từ các thỏa thuận được quản lý lỏng lẻo giữa các kẻ buôn bán ma túy khác nhau cho đến các doanh nghiệp thương mại chính thức. Thuật ngữ này được áp dụng khi các tổ chức buôn bán lớn nhất đạt được thỏa thuận phối hợp sản xuất và phân phối cocaine. Kể từ khi thỏa thuận này đã bị phá vỡ, các băng đảng ma túy không còn thực sự là các băng đảng theo đúng nghĩa, nhưng thuật ngữ này đã bị mắc kẹt và hiện được sử dụng phổ biến để chỉ bất kỳ tổ chức ma túy hình sự nào liên quan.
Cấu trúc cơ bản của một băng đảng ma túy như sau:
- Falcons (tiếng Tây Ban Nha: Halcones, nghĩa là chim ưng): Được coi là "tai mắt" trên đường phố, "chim ưng" là thứ hạng thấp nhất trong bất kỳ băng đảng ma túy nào. Chim ưng chịu trách nhiệm giám sát và báo cáo các hoạt động của cảnh sát, quân đội và các nhóm đối thủ.[1]
- Hitmen (tiếng Tây Ban Nha: Sicario): Nhóm vũ trang trong băng đảng ma túy, chịu trách nhiệm thực hiện các vụ ám sát, bắt cóc, trộm cắp và tống tiền, vận hành vợt bảo vệ và bảo vệ địa bàn của chúng trước các nhóm đối thủ và quân đội.[2][3]
- Trung úy (tiếng Tây Ban Nha: Tenientes): Vị trí cao thứ hai trong tổ chức băng đảng ma túy, chịu trách nhiệm giám sát những kẻ tấn công và chim ưng trong lãnh thổ của băng đảng. Trung úy được phép thực hiện các vụ giết người cấp thấp mà không cần sự cho phép của ông chủ.[4]
- Trùm ma túy (tiếng Tây Ban Nha: Capos): Vị trí cao nhất trong bất kỳ băng đảng ma túy nào, chịu trách nhiệm giám sát toàn bộ ngành công nghiệp ma túy, bổ nhiệm các lãnh đạo lãnh thổ, liên minh và lên kế hoạch giết người cấp cao.[5]

Ngoài ra còn có các nhóm hoạt động khác trong các băng đảng ma túy. Ví dụ, nhà sản xuất và cung cấp ma túy, mặc dù không được xem xét trong cấu trúc cơ bản của băng đảng, là những người điều hành quan trọng của bất kỳ băng đảng ma túy nào, cùng với các nhà tài chính và rửa tiền. Ngoài ra, các nhà cung cấp vũ khí hoạt động trong một lĩnh vực hoàn toàn khác, và về mặt kỹ thuật không được coi là một phần của hậu cần của băng đảng.